# Turismo en la Sierra de la Demanda

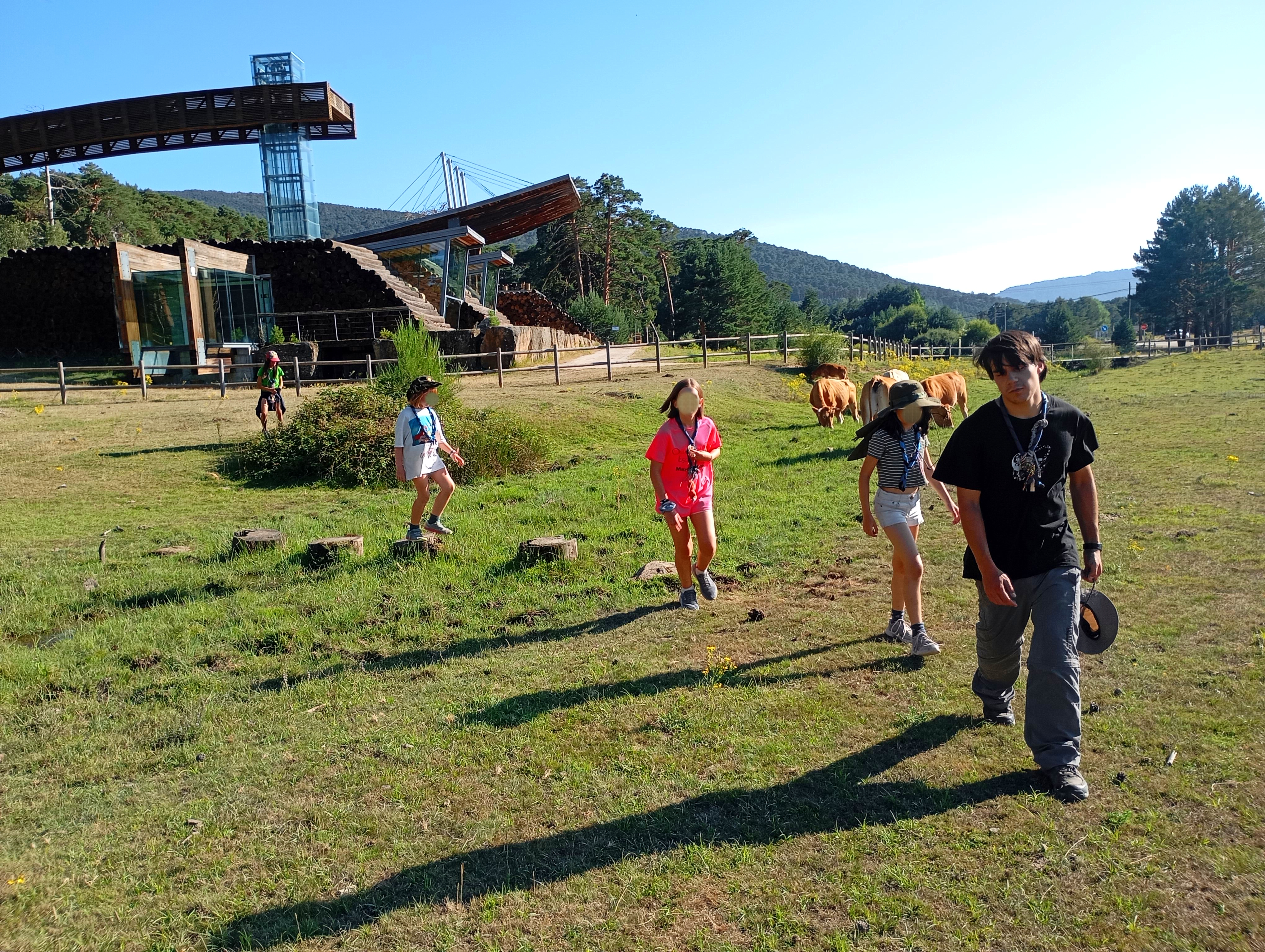
Grupo de scouts de Segovia realiza turismo en el Comunero de Revenga con el museo "Casa de la Madera" al fondo

Sierra de la Demanda es una comarca turística, acudiendo miles de viajeros foráneos todos los años atraídos por sus bosques, sus espacios naturales, su patrimonio artístico y cultural y la variedad de ofertas gastronómicas.

## Monumentos
La comarca cuenta con Santo Domingo de Silos, del monasterio del mismo nombre y de La Senda de los Moros, y de San Pedro de Arlanza y del Arte románico de la Sierra de la Demanda. Otros atractivos como Caleruega, Covarrubias, Santa María de las Viñas (paso del Camino de San Olav), Clunia, el yacimiento de Ciella y su aula arqueológica (Valdeande), Peñaranda de Duero, la ruta de los eremitorios y necrópolis medievales serranas, etc.

## Medio natural
El patrimonio natural está formado por el cañón de Río Lobos, los Sabinares de Arlanza, el Humedal de Fuentepeña de Hacinas, las lagunas de Neila y Urbión, las reservas de Demanda, Urbión y Cameros, la Fuentona de Muriel, la Fuente Sanza, el nacimiento del río Pedroso, el Parque de Pino a Pino (Revenga), los quejigares de Hortigüela y Mambrillas de Lara, etc.
La vertiente Norte de la Peña Carazo, poco más de una veintena de kilómetros de Rabanera, cuenta con una magnífica y singular tejeda, de gran valor puesto que se encuentra muy alejada de su zona de distribución tradicional.

## Museos
Las instalaciones museísticas son:
Ecomuseo de las Loberas (Caleruega), el Museo de Antigüedades La Gamella, el Museo Carretero (Vilviestre), el Parque Micológico de Pinar Grande, el Mirador de La Torca (Espeja de San Marcelino), el pino de Fuente la Raíz (Hontoria del Pinar) o el Roble de Cirjuana (Cantalucia), el casco urbano de San Leonardo con el castillo del Abaluartado o el Centro de Interpretación de Necrópolis del Alto Arlanza de Palacios de la Sierra.
En Salas de los Infantes, Castrillo de la Reina, Moncalvillo, Palacios de la Sierra, Vilviestre del Pinar, Quintanar de la Sierra, Regumiel de la Sierra, Canicosa de la Sierra, Cabezón de la Sierra y La Gallega se concentra el mayor conjunto de poblados, necrópolis y eremitorios altomedievales de Europa, fechados en pleno siglo X. El eremitorio de Cueva Andrés es considerado como un ejemplo antológico del arte altomedieval español, con el cenobio rupestre de La Cerca y las necrópolis de Palacios de la Sierra y del comunero de Revenga.
Un importante museo de este territorio es el Museo de Dinosaurios situado en Salas de los Infantes. Alberga una importante colección de dinosaurios junto a otros animlales así como vegetales fósiles mesozoicos. En él se conservan especies únicas como el dinosaurio Demandasaurus, el lagarto varanoideo Arcanosaurus y la tortuga Larachelus.
Desde 2010, el árbol fósil de Matalaguna (en terrenos comunales de Salas de los Infantes, Hacinas, Castrillo de la Reina y Monasterio de la Sierra), está protegido y es visitable.
Otro lugar de interés es el desfiladero de Pasillo de Fuente Barda, entre Arauzo de Miel y Doña Santos. Otro lugar espectacular es la Cascada del Chorrón, en Neila y Aldea del Pinar cuenta con una laguna llena de leyenda, el Pozo Airón. De gran interés es el Cementerio de Sad Hill.

## Otros atractivos
Otros atractivos son la villa romana de Santervás del Burgo o La Hoz de Orillares o de Edigo. La Sierra de la Demanda ofrece atractivos en el ámbito del turismo industrial: pezgueras de Vilviestre del Pinar, ferrerías de Barbadillo de Herreros y su entorno, Museo Etnográfico de Talveila, las icnitas de Burgos y Soria y otros muchos atractivos, etc.
Completan los atractivos turísticos las casas de indianos (Cidones), el balneario de aguas minero-medicinales sulfurosas de El Salobral de Vinuesa, el dolmen de Cubillejo de Lara o el patrimonio de Coruña del Conde.
Desde 2013, la comarca dispone del Coto Micológico Pinares Sur de Burgos.

## Eventos
Los eventos que tienen lugar en el entorno, organizados por meses, son:
Enero: Fiesta de los Jefes (Santo Domingo de Silos).
Febrero: Candelas (2 de febrero), Ferias de la Trufa (Abejar), Marzas (28 de febrero).
Marzo: La Carrera, representación de la Pasión de Cristo (Alcoba de la Torre).
Abril: Cerezos en flor (Covarrubias).
Mayo: Levantamiento o pingada del pino-mayo (en la mayoría de localidades), Rallysprint Navaleno-Canicosa, Feria de San Miguelito, de artesanía y productos ecológicos (Abioncillo de Calatañazor), Jornadas del Carbonero (Quintanalara), Jornada de Iglesias Abiertas y Feria del Pincho Gastronómico de Lara de la Asociación para el Desarrollo de Tierra de Lara, Descenso del Río Arlanza (Hortigüela-Covarrubias) (finales de mayo o inicios de junio), Feria del Pincho, Festival Juvenil de Teatro Grecolatino de Clunia, Marcha Cicloturista La Histórica (Abejar).
Junio: Mercado Medieval de Salas de los Infantes, Cronoescalada BTT Amachin - Vertical - Brada (Moncalvillo).
Julio: Fiesta de la Cereza (Covarrubias), Festival de Música Antigua de Salas de los Infantes, Jornada de Recuperación de Tradiciones de Neila, Encuentro del Traje Serrano, Demandafolk de Tolbaños de Arriba (finales de julio).
Agosto: Muestra Alimentaria de Abejar, Festival de Ópera y Zarzuela del Cañón del Río Lobos (Hontoria del Pinar), Representación de los Siete Infantes de Lara (Castrillo de la Reina).
Septiembre: Marcha cicloturista Amachimbrada (Moncalvillo), Media Maratón Hontoria del Pinar-Cañón del Río Lobos (Hontoria del Pinar), Jornadas Internacionales sobre Paleontología de Dinosaurios (Salas de los Infantes), Romería de Santa Lucía (Hacinas), Torneo de Golf Fundación Dinosaurios (Salas de los Infantes), Triatlón de Abejar, Torneo de Ajedrez (Salas de los Infantes).
Octubre: Jornadas de Micología y Naturaleza (San Leonardo), Iberfoexpo (Comunero de Revenga), Enduro de Resistencia (San Leonardo).
Noviembre: Jornadas Micológicas (Salas de los Infantes).
Diciembre: Feria de la Economía Rural (Salas de los Infantes), San Silvestre ‘Ciudad de Salas de los Infantes’, San Silvestre Popular (San Leonardo).